# Флорейн, Роналд
Роналд Флорейн (нидерл. Ronald Florijn, род. 21 апреля 1961) — голландский спортсмен, гребец, призёр чемпионата мира по академической гребле 1989, 1991, 1994, 1995 годов, а также Летних Олимпийских игр 1988 и 1996 года.

## Биография
Роналд Флорейн родился 21 апреля 1961 года в нидерландском городе Лейден, Южная Голландия. Тренировался в клубе «NEREUS», Амстердам. Профессиональную карьеру гребца начал с 1977 года.
Дебют и первая олимпийская медаль в активе Флорейна была добыта на Летних Олимпийских играх 1988 года в Сеуле, Южная Корея. В финальном заплыве двоек парных голландские гребцы заняли первое место. С результатом 06:21.130 они выиграли золото заплыва, оставив позади соперников из Швейцарии (06:22.590 — 2е место) и СССР (06:22.870 — 3е место).
Следующая олимпийская медаль в карьере Флорейна была выиграна на Летних Олимпийских играх 1996 года в Атланте. В составе голландкой восьмерки с рулевым во время финального заплыва его команда финишировала первой. С результатом 5:42.74 голландские гребцы обогнали соперников из Германии (5:44.58 — 2е место) и России (5:45.77 — 3е место).